# L. M. Kit Carson
L. M. Kit Carson (Irving, 12 de agosto de 1941 — Dallas, 20 de outubro de 2014) foi um ator, roteirista, cineasta e produtor cinematográfico norte-americano.